# 나스 (화장품)
나스(Nars)는 화장품 기업 시세이도 소유의 화장품 브랜드다. 분장사, 사진가인 프랑수아 나스가 창립했다.